# Mari Carme Magdalena Vàzquez
Mari Carme Magdalena Vàzquez, també coneguda com a Mari Carme Magdalena "Coco" (Barcelona, 1956) és una excursionista, escaladora i alpinista catalana.
Sòcia del Centre Excursionista de l'Alta Ribagorça, ha practicat l'escalada de roques (via llarga i esportiva), l'escalada en gel, l'alpinisme, l'esquí de muntanya, l'esquí alpí i el descens de barrancs. Entre les seves fites més destacades es troba la de ser una de les integrants de la primera expedició de Catalunya i l'Estat a l'Himàlaia, on assolí el pic del Kangtega, convertint-se en la segona persona que aconsegueix l'ascensió del Kangtega de 6.782 metres, el 1984, i la primera femenina mundial. Dos anys després, el 1986, conjuntament amb la navarresa Miriam García Pascual, participa en la primera ascensió femenina europea a les vies The Nose (El Capitan) i Regular (Half Dome) de Yosemite.